# Jan van Dalen

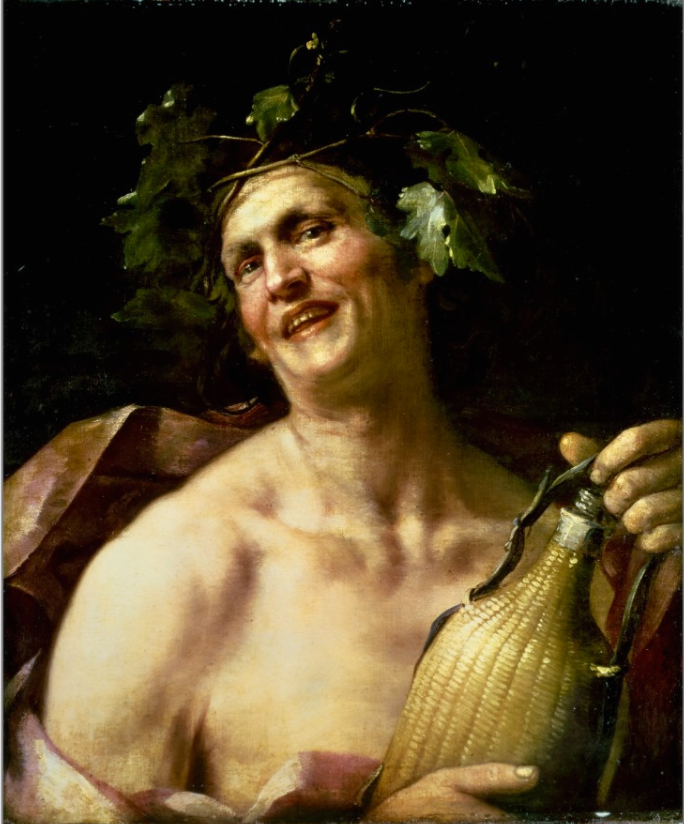
Baco Riendo, posiblemente un autorretrato

Jan van Dalen o Jan van Dalen (I) (1632 - 1670) fue un pintor flamenco activo en Amberes a mediados del siglo XVII, que es conocido por algunas obras ejecutadas en un estilo caravaggesco.  Su trabajo se ha confundido con un homónimo llamado Jan van Dalen (II) (Gorinchem 1610 - después de 1677) que estuvo activo en el norte de los Países Bajos y es conocido por sus bodegones y retratos.

## Vida
Se sabe muy poco sobre la vida de Jan van Dalen. Su fecha de nacimiento se sitúa entre 1600 y 1620 y su fecha de muerte en algún momento entre 1662 y 1682.  
Se cree que se entrenó en Roma alrededor de 1630. Probablemente fue responsable de un par de pinturas firmadas y fechadas con 'J. van Dalen fec. en Roma 1631' (Mujer sosteniendo un huevo y niño sosteniendo un vaso), que anteriormente estaban en la Colección Liechtenstein en Viena. Luego debe haber regresado a Amberes, donde se registró en 1632-1633 como alumno de David de Middelaer. Se cree que el artista permaneció activo en Amberes, donde se lo menciona por última vez en 1669-1670.

## Trabajo

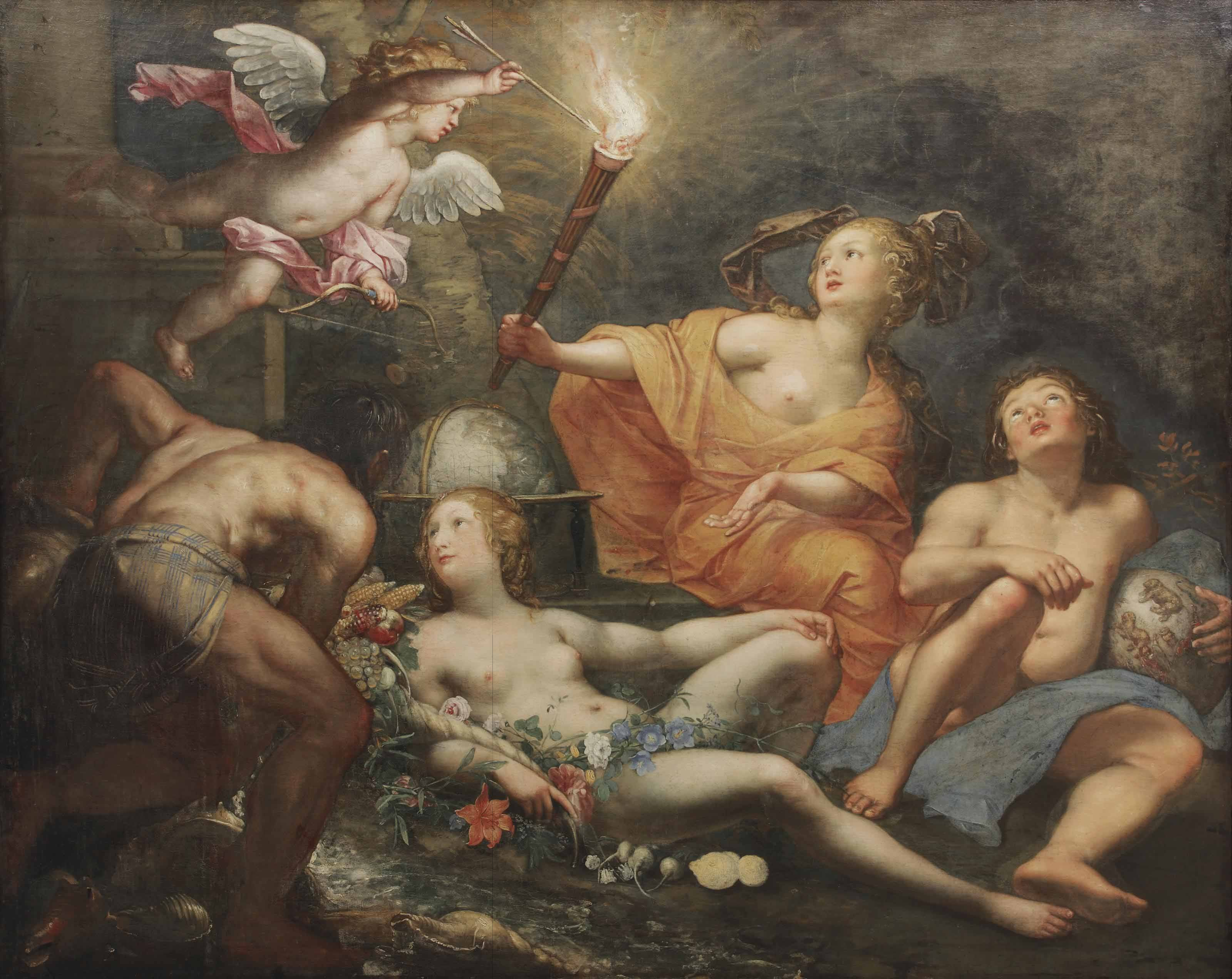
Alegoría de los cuatro elementos

Se conocen muy pocas obras autografiadas de Jan van Dalen. Una es una alegoría de los cuatro elementos (venta de Christie's del 20 al 21 de noviembre de 2013, Ámsterdam, lote 128), que está totalmente firmada y fechada en 1653. Un jugador de pandereta de la misma fecha y firmado con iniciales está en la Colección Michaelis en Ciudad del Cabo. Una figura de medio cuerpo de Baco en el Museo de Historia del Arte de Viena también está firmada con iniciales y fechas de 1648. 
El estilo de Van Dalen refleja las influencias de artistas del primer barroco romano. Su alegoría de los cuatro elementos es una escena nocturna típica de la tradición del caravaggismo romano y holandés. La iluminación dramática y la figura recuerdan las escenas nocturnas del artista Alessandro Turchi, activo en Roma. 
La influencia de Caravaggio y la primera generación de sus seguidores es más evidente en sus trabajos anteriores. Fue expuesto a estas influencias durante su tiempo en Roma alrededor de 1630. Después de su regreso a Amberes, probablemente estuvo bajo la influencia de artistas flamencos, lo que le dio a sus obras posteriores una sensación de fusión de los estilos italiano y norteño.
Van Dalen pintó varios retratos de Baco, el antiguo dios de la fertilidad y el vino. En la versión en el Museo de Bellas Artes (Budapest), el artista posiblemente se retrató a sí mismo como el Baco riendo. En la versión del Museo de Historia del Arte de Viena, Jan van Dalen le dio a la deidad una expresión traviesa y desafiante que parece invitar al espectador a disfrutar de una copa de vino con él. La guirnalda de hiedra que lleva puesta enfatiza el carácter salvaje y bullicioso del dios y su desprecio y transgresión de los límites y las fronteras.